# Dieterode
Dieterode ist eine Gemeinde im thüringischen Landkreis Eichsfeld. Sie gehört zur Verwaltungsgemeinschaft Ershausen/Geismar.

## Lage
Dieterode liegt etwa acht Kilometer südwestlich von Heilbad Heiligenstadt in einer Senke zwischen dem Höheberg und dem Rachelsberg. Nachbarorte sind Kalteneber im Nordosten, Rüstungen und Schwobfeld im Süden und Eichstruth im Westen.

## Geschichte
Der Ort wurde angeblich um 1184 unter dem Namen „Diethenroth“ erstmals urkundlich erwähnt, teilweise wird auch das Jahr 1251 angegeben. Zeitweise war der Ort wüst, bevor er Anfang des 16. Jahrhunderts durch Glasmacher wieder besiedelt wurde. Nach neueren Erkenntnissen beziehen sich diese Urkunden auf den niedersächsischen Ort Deiderode. Demnach wurde Dieterode im Jahr 1318 in einem Einkünfteverzeichnis des kurmainzischen Amtes Rusteberg unter dem Viztum Friedrich von Rosdorf als Dytericherode genannt.
Dieterode war Sitz eines Gesamtgerichtes, dessen schriftliche Überlieferung aus dem Zeitraum 1779 bis 1807 heute am Standort Wernigerode des Landesarchivs Sachsen-Anhalt verwaltet wird. Vom 16. bis zum 18. Jahrhundert hatten die von Tastungen und der Mainzer Kurfürst das Gericht gemeinschaftlich je zur Hälfte, verwaltungsmäßig wurde es zum Amt Rusteberg gerechnet. Über eine Lehenshoheit des Ortes vor dem 16. Jahrhundert ist nichts bekannt und war wohl in regionalen adligen Besitz. Mit dem Aussterben derer von Tastungen wurde Dieterode als erledigtes Lehen von Kurmainz deren Anteil eingezogen. Die aus dem Jahr 1520 stammende Kirche des Orts wurde 1785 neu erbaut.

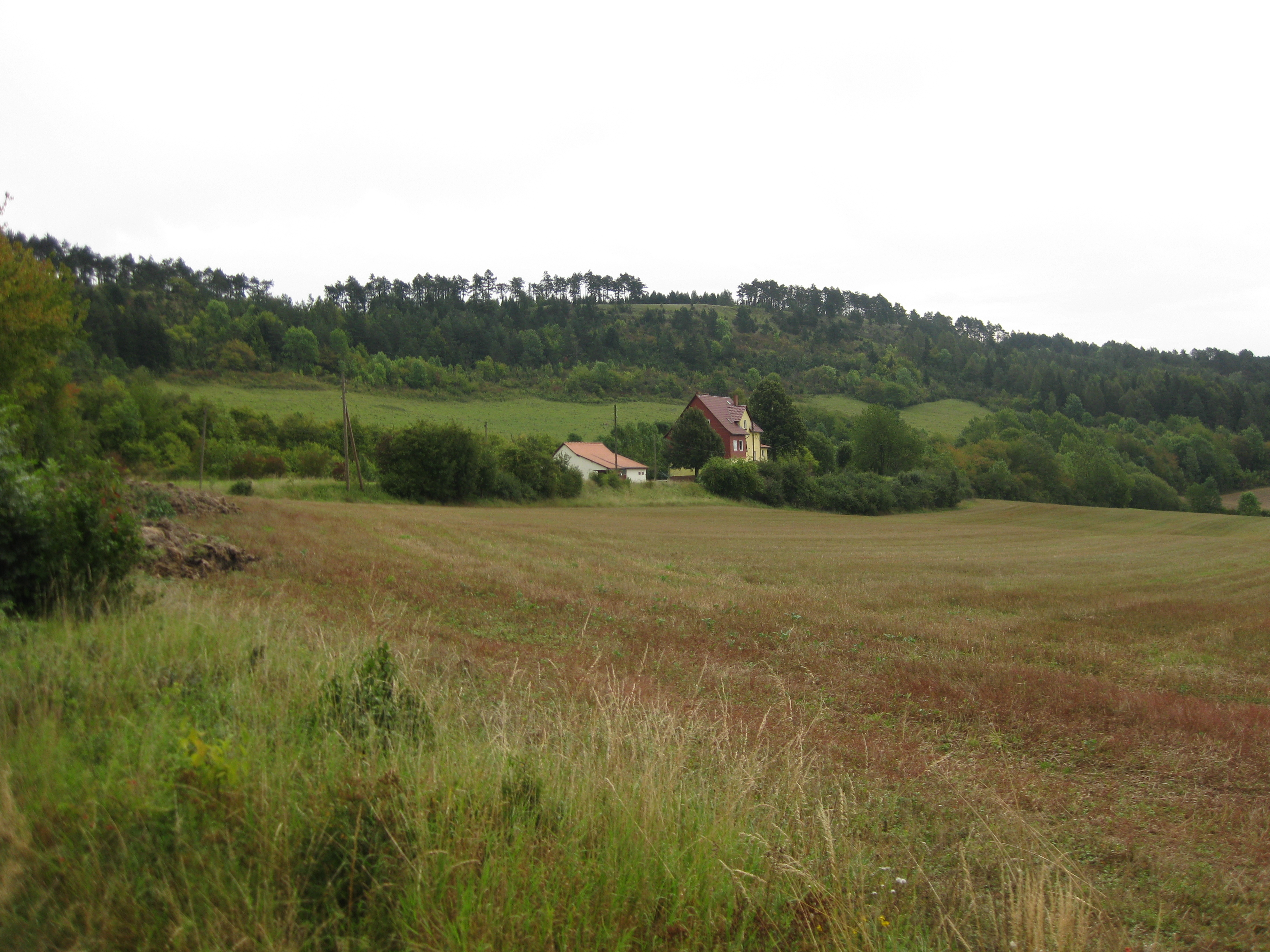
Der Höheberg mit den Dieteröder Klippen und dem Bahnhof

Mit der Inbesitznahme des Eichsfeldes 1802 durch das Königreich Preußen endete die jahrhunderte lange Zugehörigkeit zum Kurfürstentum Mainz. Von 1815 bis 1945 war der Ort Teil der preußischen Provinz Sachsen im Landkreis Heiligenstadt. 1914 entstand ein Bahnhof der Bahnstrecke Heiligenstadt–Schwebda in Dieterode. Die Einstellung des Bahnbetriebes und Demontage der Gleisanlagen erfolgte im Jahr 1947 aufgrund der damaligen Zonengrenze. 1945 bis 1949 kam der Ort zur sowjetischen Besatzungszone und war ab 1949 Teil der DDR. Von 1952 bis zur Wende und Wiedervereinigung 1989/1990 wurde Dieterode von der Sperrung der nahen innerdeutschen Grenze beeinträchtigt. Seit 1990 gehört der Ort zum wieder gegründeten Bundesland Thüringen.

### Einwohnerentwicklung
| Jahr | Einwohner |
| ---- | --------- |
| 1994 | 100       |
| 1995 | 100       |
| 1996 | 100       |
| 1997 | 102       |
| 1998 | 107       |
| 1999 | 107       |

| Jahr | Einwohner |
| ---- | --------- |
| 2000 | 104       |
| 2001 | 105       |
| 2002 | 105       |
| 2003 | 104       |
| 2004 | 103       |
| 2005 | 104       |

| Jahr | Einwohner |
| ---- | --------- |
| 2006 | 99        |
| 2007 | 94        |
| 2008 | 93        |
| 2009 | 92        |
| 2010 | 92        |
| 2011 | 76        |

| Jahr | Einwohner |
| ---- | --------- |
| 2012 | 74        |
| 2013 | 75        |
| 2014 | 74        |
| 2015 | 71        |
| 2016 | 70        |
| 2017 | 73        |

| Jahr | Einwohner |
| ---- | --------- |
| 2018 | 75        |
| 2019 | 75        |
| 2020 | 77        |
| 2021 | 81        |
| 2022 | 80        |

Datenquelle: Thüringer Landesamt für Statistik

## Politik

### Gemeinderat
Der Gemeinderat von Dieterode setzt sich aus sechs Gemeinderatsmitgliedern zusammen.
- Wahlvorschlag FFw: 6 Sitze

(Stand: Kommunalwahl 2014)

### Bürgermeister
Der ehrenamtliche Bürgermeister Uwe Günther (FFw) wurde am 5. Juni 2016 wiedergewählt.

## Wirtschaft und Infrastruktur

### Wasser und Abwasser
Die Trinkwasserver- und Abwasserentsorgung wurde auf den Zweckverband Wasserversorgung und Abwasserentsorgung Obereichsfeld übertragen.

### Tourismus und Sehenswürdigkeiten

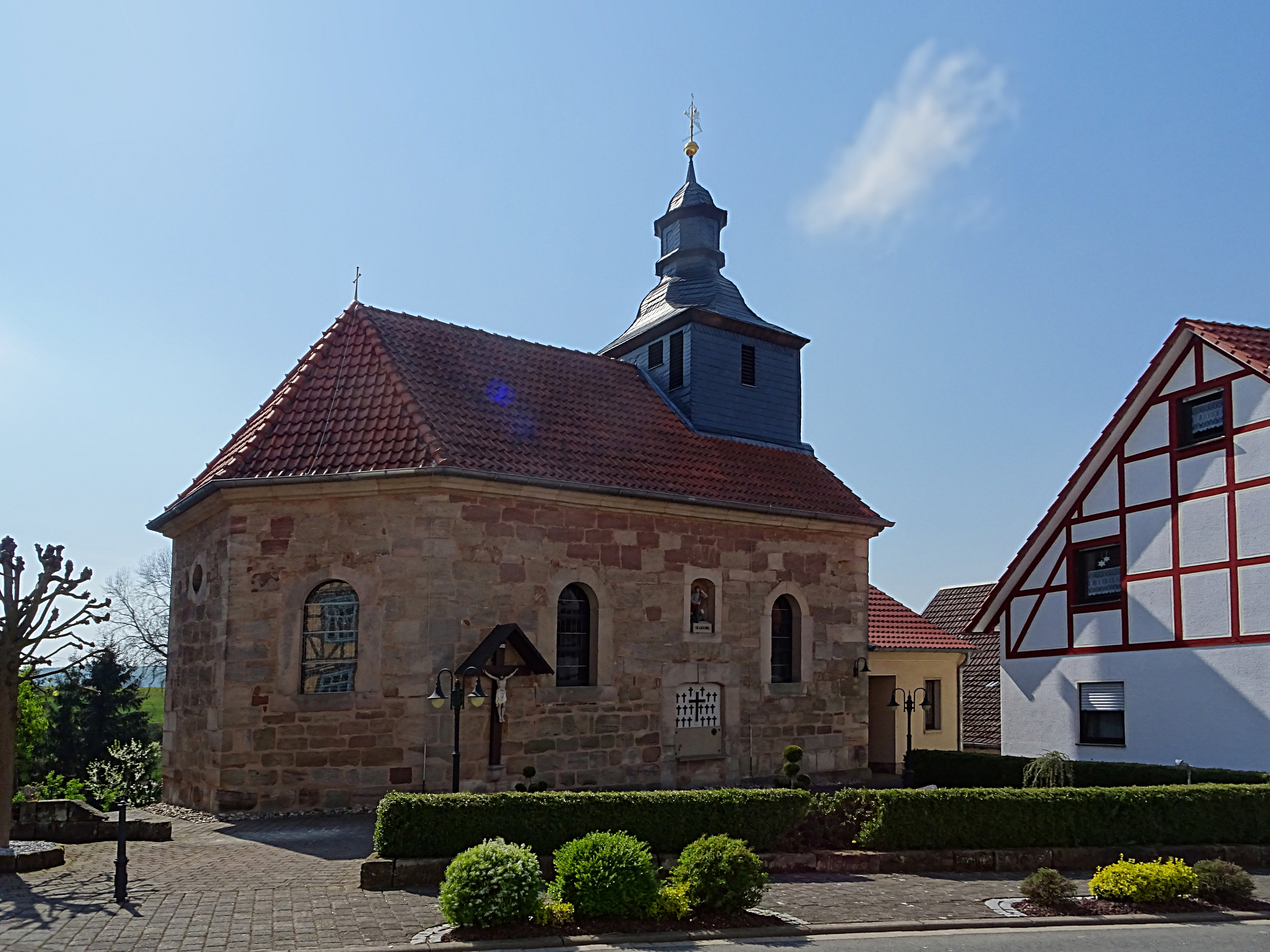
Kirche St. Georg

- Römisch-katholische Kirche St. Georg aus dem Jahr 1785
- Dieteröder Klippen, ein Felsabbruch im Muschelkalk südöstlich der Ortslage.
- Ehemaliger Bahnhof Dieterode; annähernd original erhalten

## Persönlichkeiten
- Christoph Staender (1854–1910), Bildhauer